# یورگن رومور
یورگن رومور (انگلیسی: Jürgen Rumor؛ زادهٔ ۱۹ فوریهٔ ۱۹۴۵) بازیکن فوتبال اهل آلمان است.
از باشگاه‌هایی که در آن بازی کرده‌است می‌توان به باشگاه فوتبال هرتابرلین، باشگاه فوتبال کایزرسلاوترن، و باشگاه فوتبال کلن اشاره کرد.
وی همچنین در تیم ملی فوتبال زیر ۲۱ سال آلمان بازی کرده‌است.